# Д’Арканджело, Ильдебрандо
Ильдебрандо Д’Арканджело (англ. Ildebrando D’Arcangelo; род. 1969 г.) — итальянский оперный певец (бас-баритон).

## Биография
Родился с г. Пескаре (итал. Pescara), в регионе Абруццо. В 1985 г. начал обучение в консерватории Luisa D’Annunzio в Пескаре, и затем продолжил вокальное образование в Болонье. Дважды становился победителем Международного конкурса «Тоти даль Монте» (Тревизо, Италия) — в 1989 и в 1991 гг. — где дебютировал в операх Моцарта «Так поступают все» и «Дон Жуан».
В настоящее время является одним из самых знаменитых исполнителей Моцарта и Россини. Критики единодушно отмечают уникальный голос и артистические и внешние данные певца. Регулярно выступает в крупнейших оперных театрах мира (Ковент-Гарден, Государственная парижская опера, Лирическая опера Чикаго, Венская Опера, Немецкая опера в Берлине), а также принимает участие в Зальцбургском фестивале.

## Репертуар
- Вольфганг Амадей Моцарт

- Мазетто, Лепорелло и Дон Жуан (Дон Жуан)
- Фигаро, граф Альмавива, Бартоло (Свадьба Фигаро)
- Гульельмо и Дон Альфонсо (Так поступают все)

- Винченцо Беллини

- Граф Родольфо (Сомнамбула)
- Сэр Джордж Уолтон (Пуритане)

- Гаэтано Доницетти

- Дулькамара (Любовный напиток)
- Генрих VIII (Анна Болейн)

- Джакомо Пуччини

- Коллен (Богема)

- Джоакино Россини

- Алидоро (Золушка)
- Идраоте (Армида)
- Вальтер Фюрст (Вильгельм Телль)
- Моисей (Моисей в Египте)
- Эльмиро (Отелло)
- Селим (Турок в Италии)
- Stabat Mater

- Антонио Вивальди

- Баязет (Баязет)

- Жорж Бизе

- Эскамильо (Кармен)

- Джузеппе Верди

- Феррандо (Трубадур)
- Монтероне (Риголетто)
- Реквием (Messa da Requiem)